# Сэлаж
Жуде́ц Сэла́ж (рум. Judeţul Sălaj, венг. Szilágy megye) — румынский жудец в регионе Трансильвания.

## География
Жудец занимает территорию в 3864 км².
Граничит с жудецами Бихор — на западе, Марамуреш и Сату-Маре — на севере, Клуж — на юге и востоке.

## Население
Национальный состав:
- Румыны – 71,6 %
- Венгры – 23 %
- Цыгане – 5 %
- Словаки – 0,5 %

Динамика численности населения:
- 1930 – 343 347 чел.
- 1956 – 271 989 чел.
- 1977 – 264 569 чел.
- 1990 – 269 962 чел.
- 2000 – 256 177 чел.
- 2008 – 242 854 чел.

## Административное деление
В жудеце находятся 1 муниципий, 3 города и 58 коммун.

### Муниципии
- Залэу (Zalău)

### Города
- Чеху-Силванией (Cehu Silvaniei)
- Жибоу (Jibou)
- Шимлеу-Силванией (Şimleu Silvaniei)

### Коммуны
- Красна
- Пояна-Бленкий

### Населенные пункты
- Джуртелеку-Шимлеулуй